# 엑스포랜드
엑스포랜드(일본어: エキスポランド 에키스포란도[*], 영어: EXPOLAND)는 오사카부 스이타시 반파쿠 기념공원에 있던 유원지다. 1970년에 개최된 오사카 만국 박람회의 놀이 영역으로 만들어져 폐막 후 1972년 3월 15일에 영업을 시작했으나, 사고로 손님이 뜸했던 끝에 도산했으며 결국 2009년 2월 폐원했다. 부지 면적은 약 20ha이다.

## 사건 및 사고

### 풍신뇌신 II 탈선 사고
2007년 5월 5일 12시 48분경 골든 위크 시기에 입장객이 많은 날 스탠드업 롤러코스터〈풍신뇌신 II〉(風神雷神II)의 풍신 2호차의 차체에서 바퀴 부품이 떨어져나갔고, 해당 차량이 45도 기우는 사고가 발생했다. 이 사고로 여성 1명이 코스터 왼쪽 난간에 끼어 사망했고, 남성 4명, 여성 17명이 병원으로 후송됐다. 또한 사고의 목격자 13명도 속이 메스꺼워 병원에서 치료를 받았다. 조사 결과, 엑스포랜드 측은 해당 롤러코스터에 대해 개장 후 15년 간 정밀 안전점검이 제대로 이루어지지 않았고, 차륜의 교체도 없었던 것으로 확인되었다.